# Cynanchum tamaense
Cynanchum tamaense är en oleanderväxtart som beskrevs av G. Morillo. Cynanchum tamaense ingår i släktet Cynanchum och familjen oleanderväxter. Inga underarter finns listade i Catalogue of Life.